# Autonomous (romance)
Autonomous é um romance de ficção científica de 2017 de Annalee Newitz. É o romance de estreia de Newitz e foi publicado pela Tor Books em 19 de setembro de 2017. Ambientado em um futuro próximo na Terra, o livro descreve um mundo onde tanto humanos quanto robôs inteligentes podem ser possuídos como propriedade. Os eventos do romance acompanham Jack, um "pirata das drogas" que fabrica versões ilegais de medicamentos patenteados, e Paladin, um robô de combate que pertence à agência de segurança pública e que está procurando por Jack depois que um dos medicamentos que ela fez engenharia reversa acaba tendo efeitos colaterais perigosos.
Autonomous recebeu críticas geralmente positivas dos críticos. Os críticos, em particular, acharam a cobertura do romance sobre propriedade intelectual convincente e conectaram a ficção do livro ao trabalho anterior de Newitz em jornalismo sobre ciência e tecnologia. Ganhou o Prêmio Literário Lambda de Ficção Científica, Fantasia e Terror de 2018 e foi indicado a vários outros prêmios, incluindo o Prêmio Nebula de Melhor Romance.

## Trama
Em 2144, Jack Chen é uma química que faz engenharia reversa de produtos farmacêuticos patenteados para fabricar versões genéricas que ela vende no mercado negro. Ela vive em um submarino no Mar Ártico, fora da Zona de Livre Comércio, uma união económica que cobre a maior parte da América do Norte. Jack rouba uma droga experimental chamada Zacuity, um "intensificador de produtividade" que faz com que o usuário experimente uma sensação prazerosa enquanto trabalha. Jack descobre que a droga tem propriedades viciantes projetadas intencionalmente pela Zaxy, a corporação que a criou. Depois de várias hospitalizações e mortes relacionadas ao mercado negro de Zacuity, Jack se vê fugindo das autoridades legais. Ela é acompanhada por Threezed, um humano fugitivo e contratado.
Paladin é um robô de combate recém-ativado, de propriedade da International Property Coalition, ou IPC, uma organização internacional de aplicação da lei que lida com violações de patentes. Eles são designados para lidar com o caso Zacuity ao lado de Eliasz, um agente humano que gosta dos aspectos violentos de seu trabalho. Paladino é contratado por Eliasz e incapaz de agir de forma autônoma. Enquanto estava em um campo de tiro com Paladin, Eliasz fica excitado. Eliasz repreende Paladin usando insultos homofóbicos depois que eles o questionam sobre isso, pois ele percebe Paladin como homem e tem vergonha de sua excitação.
Flashbacks revelam que 30 anos atrás Jack estava em um relacionamento com Krish Patel, um colega bioengenheiro e ativista antipatentes, mas eles tiveram um desentendimento que levou Jack a se voltar para a pirataria. No presente, Jack e Threezed vão para o laboratório de Krish em Saskatoon. Eles passam por Yellowknife, onde encontram Med, um robô autônomo que vem pesquisando de forma independente os casos Zacuity. Med se junta a Jack e Threezed no laboratório de Krish, onde eles trabalham no desenvolvimento de um contra-ataque às propriedades viciantes de Zacuity. Med e Threezed encontram uma publicação em um fórum online sobre um medicamento chamado Retcon, que parece neutralizar o vício em Zacuity, mas deixa muitas pessoas avessas ao trabalho.
Enquanto isso, Eliasz é drogado enquanto está disfarçado em uma festa em Casablanca, e Eliasz e Paladin fazem sexo. Paladin diz a Eliasz que seu cérebro veio de uma soldada, e Eliasz começa a se referir a Paladin como mulher. Eliasz viaja para Las Vegas e envia Paladin para Vancouver. Para se infiltrar na comunidade de bots autônomos de Vancouver, Paladin recebe uma "chave de autonomia" temporária. Enquanto autônomo, Paladino examina sua própria programação e descobre que ele é programado para sentir um forte sentimento de apego a Eliasz.
Eliasz chega a Vancouver e se reconecta com Paladin. Eliasz e Paladin encontram o laboratório de Krish e confrontam Krish e Med. Eliasz tortura Krish e o mata após descobrir a localização de Jack em Moose Jaw. Jack arma uma armadilha e consegue segurar Paladin e Eliasz tempo suficiente para Med e Threezed chegarem. Paladin é gravemente ferido na luta que se segue, e Eliasz tem a oportunidade de atirar em Jack, mas decide voltar para buscar Paladin.
Jack é oficialmente dado como morto após o tiroteio. Med publica sua pesquisa sobre Retcon e a droga se torna um tratamento difundido para viciados em Zacuity. Zaxy conduz uma campanha de relações públicas bem-sucedida negando as alegações de que o medicamento do mercado negro era o mesmo que o Zacuity. Paladin se recupera dos danos com sua autonomia intacta, mas não é mais reconhecido pelo IPC, e Eliasz e Paladin partem juntos para Marte.

## Contexto, estilo e temas
Newitz tem formação em jornalismo. Eles fundaram o Io9, um blog de ficção científica e futurismo que fazia parte da Gawker Media, em 2008 e permaneceram como editores da publicação até sua saída em 2015. A cobertura não-ficcional de Newitz no io9 incluiu histórias que se concentravam em temas que mais tarde incorporariam ao Autonomous, como tecnologia médica e o cenário em mudança da propriedade intelectual.
Embora alguns eventos ocorram em Las Vegas e Casablanca, a maioria dos eventos do romance se passa no Canadá atual. Newitz foi criado na Califórnia, mas tinha familiares no Canadá e passava férias em Saskatchewan. De acordo com Newitz, eles escolheram Saskatchewan como cenário para o romance em parte porque sentiram que era "o tipo de lugar que muitas vezes é esquecido" em favor das grandes cidades metropolitanas nas representações do futuro. Eles notaram a ironia de muitos programas de televisão de ficção científica serem filmados em Vancouver, mas retratados como se tivessem lugar nos Estados Unidos ou noutros países.
Autonomous se passa em uma Terra futura do século 22 que adotou amplamente a economia de livre mercado em escala global. Os governos mundiais representados são uniões económicas que cooperam para fazer cumprir os direitos de propriedade das empresas privadas. No livro, a medicina avançou a ponto de intervenções medicamentosas complexas serem capazes de resolver uma grande variedade de problemas além de doenças, incluindo reverter os efeitos do envelhecimento e melhorar a aptidão física. Enquanto isso, o sistema de saúde mostrado é um sistema de pagamento por serviço, onde o acesso a esses medicamentos é restrito aos ricos. Muitos dos melhores empregos na sociedade exigem drogas, levando a um sistema de discriminação de classe. Além disso, tanto os humanos como os robôs podem ser propriedade no mundo representado, sendo esta propriedade designada por escritura.
Os temas de Autonomous são explorados principalmente por meio das ações e pensamentos de personagens individuais. O personagem Paladin, um robô recém-ativado que tem autoconsciência, mas é incapaz de agir de forma autônoma, é usado para explorar a ideia de liberdade e sua relação com o consentimento. O Paladino foi criado para combate e não tem problema em ser usado como arma. Quando seu dono Eliasz se sente atraído por eles, eles começam a questionar a sexualidade humana, o gênero e o grau em que seus próprios sentimentos por Eliasz são algo que eles escolheram livremente. O relacionamento entre Paladin e Eliasz é contrastado ao relacionamento entre Jack, uma humana que viveu grande parte de sua vida fora do sistema de governo e das estruturas sociais padrão, e Threezed, que foi criada na escravidão. Ambas as relações também lidam com questões de consentimento sexual ambíguo.
O livro também tem representações notáveis de personagens e relacionamentos LGBT. Muitos dos personagens do livro não têm uma visão de gênero da atração sexual, incluindo Jack, que é retratado em relacionamentos com personagens de vários gêneros. Paladin afirma que eles não compartilham o conceito humano de hénero e muda de pronomes masculinos para femininos no meio do livro a pedido de Eliasz, que luta contra a homofobia internalizada.

## Recepção
Autonomous recebeu críticas geralmente positivas, com destaque para a formação de Newitz em jornalismo e a abordagem do livro sobre propriedade intelectual e medicina. Escrevendo para o The Verge, Adi Robertson comparou o livro ao trabalho de não ficção de Newitz e disse que o livro "traça conexões ousadas e interessantes entre a propriedade de pessoas e informações". Em uma crítica para o Den of Geek, Kayti Burt elogiou a complexidade da construção do mundo do livro e descreveu o livro como "[funcionando] melhor quando essas dicotomias percebidas entram em colapso e trabalham juntas para se tornarem algo mais complicado, confuso e honesto". Em uma resenha para a NPR, Amal El-Mohtar elogiou o livro por "insights surpreendentes [e] prosa delicadamente elaborada", bem como "arcos de personagens atraentes", mas criticou a construção técnica do mundo do livro e disse que "muitos dos aspectos de propriedade intelectual do mundo não resistem ao escrutínio". Niall Harrison, escrevendo para Strange Horizons, também encontrou problemas com a construção do mundo e achou que os detalhes da representação da sociedade eram inconsistentes de uma forma que impactou o enredo, escrevendo "o sintoma e o sistema precisam parecer esmagadoramente inescapáveis; e nem sempre são".
O estilo de escrita e os personagens de Autonomous foram amplamente elogiados. Robertson escreveu que "o estilo simplificado de Newitz faz de Autonomous um thriller enxuto que combina um jogo rápido de gato e rato com um argumento ético apaixonado". Nisi Shawl do The Seattle Times escreveu que Newitz era "extremamente engraçado e descomplicadamente violento" e geralmente elogiou os personagens, com exceção de Eliasz, que ela descreveu como uma "cifra sem afeto". Tanto Shawl quanto Burt elogiaram as interações entre personagens não humanos no livro, com Burt descrevendo-as como "algumas das melhores cenas deste livro". Kirkus descreveu o livro como "um começo forte e cerebral, embora talvez um pouco aberto".
Os críticos ficaram divididos quanto à forma como o livro aborda a sexualidade. Em uma crítica para o Tor.com, Lee Mandelo elogiou o tratamento dado ao gênero de Paladin e escreveu que "para vários leitores não binários, suspeito que isso ressoará em algo familiar". Mandelo também descreveu a dinâmica do poder sexual como "consistentemente envolvente", mas Shawl descobriu que o relacionamento de Eliasz e Paladin em particular tinha paralelos próximos com a dinâmica de poder da escravidão nos Estados Unidos, o que prejudicou o romance.

### Prémios e honrarias
Autonomous ganhou o Prêmio Literário Lambda de Ficção Científica, Fantasia e Terror de 2018, um prêmio anual concedido a obras que exploram tópicos e temas LGBTQ. O prêmio foi entregue em 4 de junho de 2018. Autonomous foi nomeado para vários outros prêmios literários, incluindo o Prêmio Nebula de 2017 de Melhor Romance.
| Data de apresentação     | Prêmio                                                         | Ano  | Resultado | Ref.   |
| ------------------------ | -------------------------------------------------------------- | ---- | --------- | ------ |
| 19 de maio de 2018       | Nebula Award for Best Novel                                    | 2017 | Indicado  | [ 12 ] |
| 4 de junho de 2018       | Lambda Literary Award for Science Fiction, Fantasy and Horror  | 2018 | Venceu    | [ 11 ] |
| 22 a 24 de junho de 2018 | Locus Award for Best First Novel                               | 2018 | Indicado  | [ 13 ] |
| 22 de junho de 2018      | John W. Campbell Memorial Award for Best Science Fiction Novel | 2018 | Indicado  | [ 14 ] |